# Haruchika Aoki
Haruchika Aoki (japonès: 青木治親)  (prefectura de Gunma, 28 de març de 1976) és un antic pilot de motociclisme japonès que va guanyar dos Campionats del Món de 125cc consecutius de 1995 a 1996. És el petit dels tres germans Aoki que han competit al mundial de motociclisme (Nobuatsu, Takuma i ell mateix) i passa per ser un dels millors mentors de Valentino Rossi.
Aoki va debutar als Grans Premis el 1993 amb Honda. Els anys 1995 i 1996 va guanyar el campionat del món de 125cc amb aquesta marca i el 1997 va passar a la categoria de 250cc, on s'estigué dos anys. El 1999 va passar a la categoria de 500cc i el 2000 va canviar al Campionat del Món de Superbike, on va córrer amb una Ducati. El 2001 va tornar als Grans Premis amb una Honda NSR500V de dos temps V-Twin i va acabar la temporada com a millor pilot privat. Aquell any va estar a punt d'obtenir un resultat contra pronòstic quan va "guanyar" la segona meitat de la cursa del Gran Premi d'Itàlia -que s'havia reiniciat sota una pluja torrencial-, però la cursa es va decidir pels temps globals d'ambdues parts i finalment s'hi va classificar cinquè.
Aoki es va retirar del motociclisme un cop acabada la temporada del 2002 i tot seguit va competir al campionat del Japó d'automobilisme, tot i que va tornar a les curses de motociclisme el 2016, en què va seguir el campionat MFJ All-Japan Road Race amb una Yamaha YZF-R25.

## Resultats al Mundial de motociclisme
Barem de puntuació de 1993 ençà:
| Posició | 1  | 2  | 3  | 4  | 5  | 6  | 7 | 8 | 9 | 10 | 11 | 12 | 13 | 14 | 15 |
| Punts   | 25 | 20 | 16 | 13 | 11 | 10 | 9 | 8 | 7 | 6  | 5  | 4  | 3  | 2  | 1  |

(Ids. Grans Premis | Llegenda) (Curses en negreta indiquen pole; curses en  itàlica indiquen volta ràpida)
| Any  | Categoria | Moto      | 1      | 2       | 3       | 4      | 5      | 6       | 7       | 8       | 9       | 10      | 11      | 12      | 13      | 14      | 15      | 16     | 17 | 18 | Pos | Pts |
| ---- | --------- | --------- | ------ | ------- | ------- | ------ | ------ | ------- | ------- | ------- | ------- | ------- | ------- | ------- | ------- | ------- | ------- | ------ | -- | -- | --- | --- |
| 1993 | 125cc     | Honda     | AUS 14 | MAL 11  | JPN 7   | ESP 19 | AUT 16 | GER 20  | NED Ret | EUR 10  | SM Ret  | GBR 18  | CZE Ret | ITA 13  | USA 5   | FIM 13  |         |        |    |    | 14è | 39  |
| 1994 | 125cc     | Honda     | AUS 17 | MAL 10  | JPN 17  | ESP 14 | AUT 25 | GER DNQ | NED 12  | ITA 9   | FRA 12  | GBR 13  | CZE 19  | USA 4   | ARG 12  | EUR 3   |         |        |    |    | 12è | 59  |
| 1995 | 125cc     | Honda     | AUS 1  | MAL 18  | JPN 1   | ESP 1  | GER 1  | ITA 1   | NED 5   | FRA 1   | GBR Ret | CZE 2   | BRA 3   | ARG 14  | EUR 1   |         |         |        |    |    | 1r  | 224 |
| 1996 | 125cc     | Honda     | MAL 2  | INA 2   | JPN 2   | ESP 1  | ITA 2  | FRA 7   | NED 3   | GER 3   | GBR 8   | AUS NC  | CZE 6   | IMO NC  | CAT 5   | RIO 1   | EUR 2   |        |    |    | 1r  | 220 |
| 1997 | 250cc     | Honda     | MAL 5  | JPN 8   | ESP 5   | ITA 14 | AUT 8  | FRA 6   | NED Ret | IMO 8   | GER 9   | BRA 7   | GBR 8   | CZE Ret | CAT 8   | INA 6   | AUS 14  |        |    |    | 8è  | 102 |
| 1998 | 250cc     | Honda     | JPN 11 | MAL 4   | ESP 6   | ITA 6  | FRA 6  | MAD Ret | NED 3   | GBR 5   | GER Ret | CZE Ret | IMO 6   | CAT 7   | AUS 8   | ARG Ret |         |        |    |    | 6è  | 112 |
| 1999 | 500cc     | TSR-Honda | MAL 15 | JPN Ret | ESP 12  | FRA 13 | ITA 11 | CAT 10  | NED 9   | GBR Ret | GER 6   | CZE 13  | IMO 12  | VAL WD  | AUS 11  | RSA 12  | BRA 15  | ARG 15 |    |    | 15è | 54  |
| 2001 | 500cc     | Honda     | JPN 12 | RSA 12  | ESP DNS | FRA    | ITA 5  | CAT 15  | NED 14  | GBR Ret | GER Ret | CZE 14  | POR 11  | VAL Ret | PAC Ret | AUS 14  | MAL Ret | BRA 14 |    |    | 17è | 33  |